# Zuigcurettage

Schematische weergave van een zuigcurettage bij een embryo van acht weken

Zuigcurettage is een methode om abortus uit te voeren door curettage waarbij foetaal weefsel uit de baarmoeder wordt weggezogen. Een curettage kan worden verricht voor de uitvoering van een abortus provocatus, of bij een spontane abortus die niet goed verloopt doordat er zwangerschapsweefsel achterblijft of niet op gang komt (miskraam).
Het wegzuigen gebeurt door middel van een zuigbuisje dat verbonden is aan een vacuümpomp. Het zuigbuisje is meestal gemaakt van hardplastic en is verbonden aan een zuigslang. Afhankelijk van de grootte van de ingreep kan een lokale verdoving, onder sedatie of algehele anesthesie noodzakelijk zijn.